# Dankeskirche (Frankfurt am Main)
Die evangelische Dankeskirche befindet sich im Frankfurter Stadtteil Schwanheim innerhalb der Siedlung Goldstein und ist das Kirchengebäude der Evangelischen Dankeskirchengemeinde, die zum Stadtdekanat Frankfurt und Offenbach der Evangelischen Kirche in Hessen und Nassau gehört. 

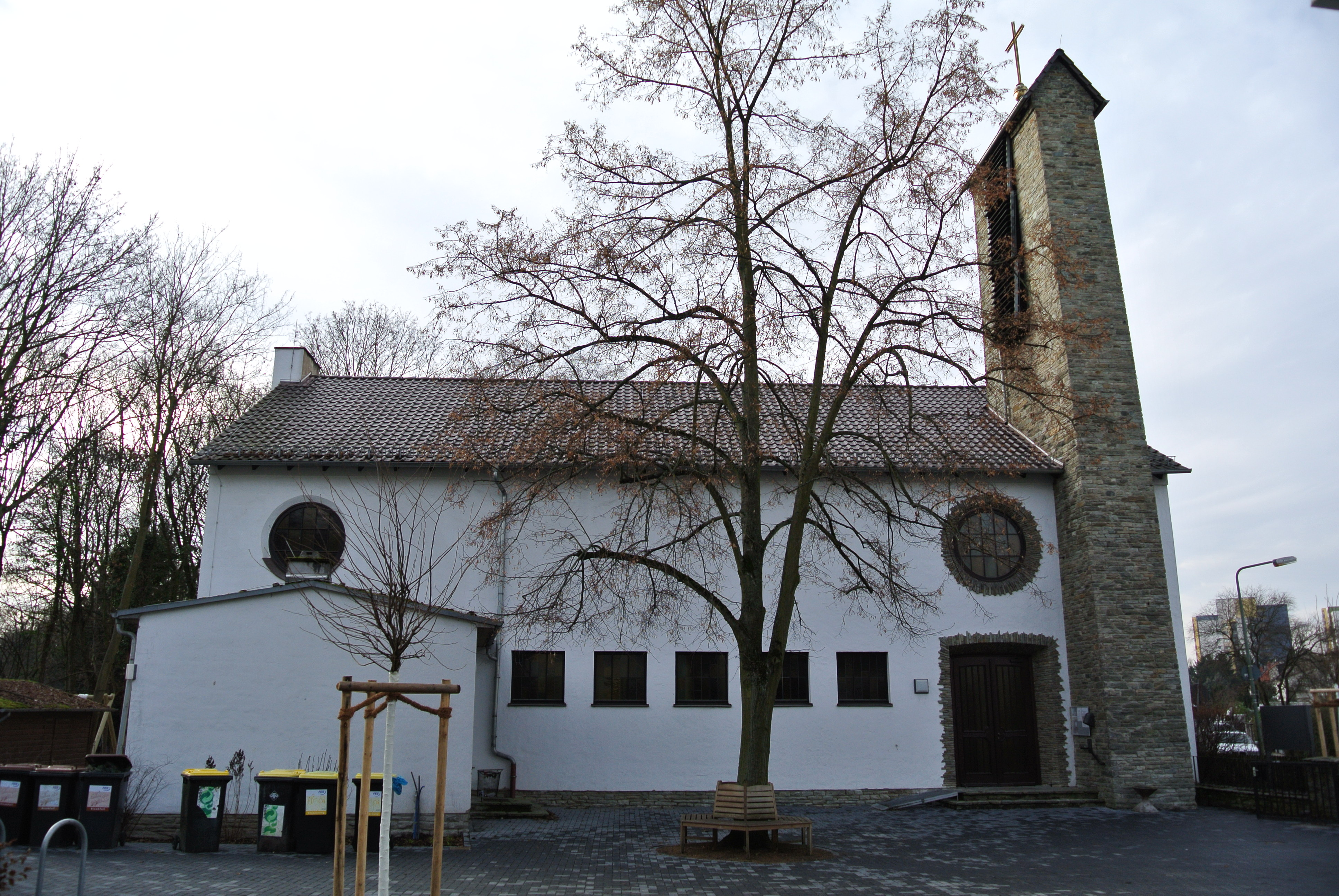
Dankeskirche, Ostansicht

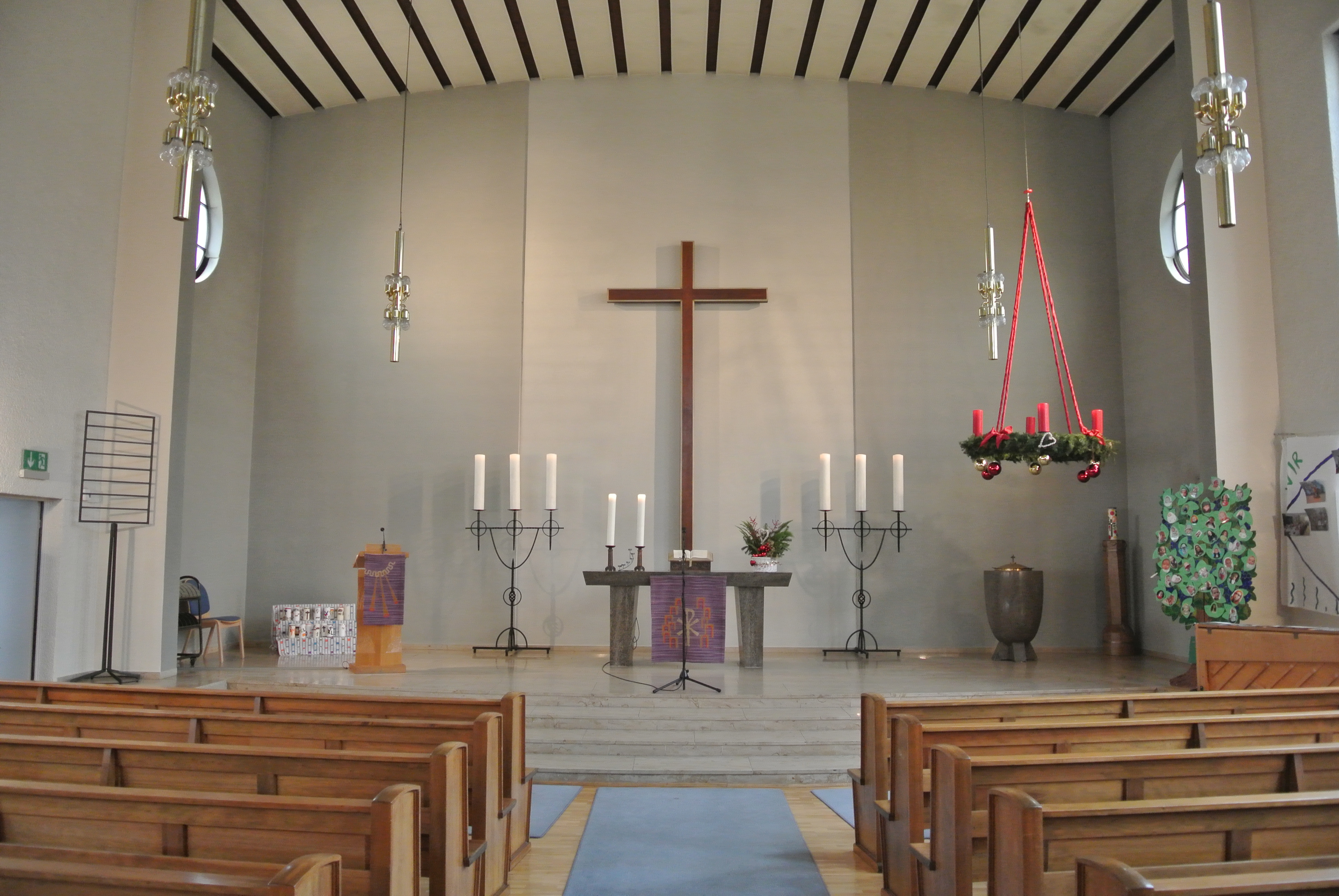
Altarraum

## Geschichte
Das Gebiet des ehemaligen Hofguts Goldstein wurde in den 1930er Jahren als Siedlung für etwa 4000 Bewohner entwickelt. Die Goldstein-Siedlung gehörte kirchlich zunächst zur Martinusgemeinde in Schwanheim ehe 1947 eine eigenständige Kirchengemeinde gegründet wurde. Der Neubau der Kirche wurde nach Plänen von Oberbaurat Ernst Görke von der Kirchenbauverwaltung errichtet und am 19. September 1954 eingeweiht.

## Architektur
Die Dankeskirche liegt im Zentrum der Siedlung nördlich der Grünanlage Goldsteinpark unweit verschiedener weiterer öffentlicher Einrichtungen, wie einem Bürgerhaus. Sie ist zusammen mit einer 2014 neu errichteten Kindertagesstätte und den Gemeinderäumen um einen Kirchhof platziert. Das Gotteshaus greift in seiner Größe die Dimension der vorhandenen meist zweigeschossigen Siedlungshäuser auf. Die Architektur orientiert sich mit Satteldach und heller Putzfassade ebenfalls an der bestehenden Bebauung. Nur der aus graugrünem Naturstein bestehende Glockenturm hebt die Gebäudefunktion hervor. Die Hauptfassade zum östlich gelegenen Kirchhof ist durch zwei Rundfenster und fünf quadratischen Fenstern gegliedert. Die den Eingang betonenden Laibungen bestehen ebenfalls aus Naturstein. Im Innern sind zwei Bankblöcke mit Mittelgang auf den hell ausgeleuchteten Altarraum mit großem Kreuz ausgerichtet.
Die Dankeskirche verfügt über drei Glocken, die 1954 von der Glockengießerei Rincker hergestellt wurden.
| Glocke | Schlagton | Gewicht | Spruch        |
| ------ | --------- | ------- | ------------- |
| 1      | h′        | 325 kg  | Ehre sei Gott |
| 2      | d″        | 175 kg  | Dankesglocke  |
| 3      | e″        | 150 kg  |               |